# Elatostema minutiflorum
Elatostema minutiflorum là loài thực vật có hoa trong họ Tầm ma. Loài này được H.J.P.Winkl. mô tả khoa học đầu tiên năm 1924.